# کاهش نویز

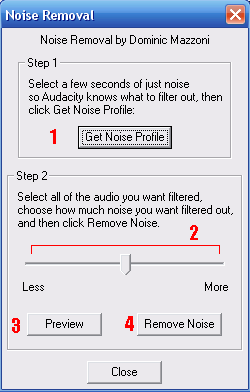
برنامه کاهش نویز بر اساس فرکانس صوتی

برای کاهش حجم صدا، عایق صوتی را ببینید.
کاهش نویز (به انگلیسی: Noise reduction) فرآیند حذف نویز از سیگنال است. تکنیک های کاهش نویز برای صدا و تصویر وجود دارد. الگوریتم های کاهش نویز ممکن است سیگنال را تا حدی (مخدوش | distort) کنند. رد نویز توانایی یک مدار برای جداسازی یک جزء سیگنال نامطلوب از جزء سیگنال مورد نظر است، مانند نرخ حذف حالت مشترک .
همه دستگاه های پردازش سیگنال، چه الکترونیک آنالوگ و چه دیجیتال، دارای ویژگی هایی هستند که آنها را مستعد نویز می کند. نویز می‌تواند تصادفی با توزیع فرکانس یکنواخت (نویز سفید)، یا نویز وابسته به فرکانس که توسط مکانیسم دستگاه یا الگوریتم‌های پردازش سیگنال معرفی می‌شود، باشد.
در سیستم های الکترونیکی، نوع اصلی نویز، صدای خش خش است که توسط حرکت تصادفی الکترون به دلیل تحریک حرارتی ایجاد می شود. این الکترون های تحریک شده به سرعت از سیگنال خروجی اضافه و کم می کنند و در نتیجه نویز قابل تشخیص ایجاد می کنند.
در مورد فیلم عکاسی و نوار مغناطیسی (نام دیگر تیپ آنالوگ)، نویز (هم قابل مشاهده و هم قابل شنیدن) به دلیل ساختار دانه ای محیط معرفی می شود.در فیلم عکاسی، اندازه دانه‌های موجود در فیلم، حساسیت فیلم را تعیین می‌کند، فیلم حساس‌تر دارای دانه‌هایی با اندازه بزرگ‌تر است.در نوار مغناطیسی، هرچه دانه‌های ذرات مغناطیسی (معمولاً اکسید آهن یا مگنتیت) بزرگ‌تر باشد، محیط بیشتر در معرض نویز قرار می‌گیرد. برای جبران این، ممکن است از نواحی بزرگتر فیلم یا نوار مغناطیسی استفاده شود تا نویز را تا حد قابل قبولی کاهش دهد.

## در کل
الگوریتم‌های کاهش نویز تمایل دارند سیگنال‌ها را به میزان کمتر یا بیشتر تغییر دهند. برای جلوگیری از تغییرات در سیگنال ها می توان از الگوریتم متعامد سیگنال و نویز محلی استفاده کرد.

## در اکتشاف لرزه ای
تقویت سیگنال ها در داده های لرزه ای به ویژه برای تصویربرداری لرزه ای،   وارونگی،  و تفسیر، بسیار مهم است، در نتیجه میزان موفقیت در اکتشاف نفت و گاز را تا حد زیادی بهبود می بخشد. سیگنال مفیدی که در نویز تصادفی محیط آغشته می شود اغلب نادیده گرفته می شود و بنابراین ممکن است باعث ناپیوستگی جعلی رویدادهای لرزه ای و مصنوعات در تصویر نهایی شود. تقویت سیگنال مفید با حفظ خواص لبه پروفیل های لرزه ای با کاهش نویز تصادفی می تواند به کاهش مشکلات تفسیری و خطرات گمراه کننده برای تشخیص نفت و گاز کمک کند.

## در صدا
صدای خش خش نوار یک مشکل محدود کننده عملکرد در ضبط نوار مغناطیسی است. این مربوط به اندازه ذرات و بافت مورد استفاده در امولسیون مغناطیسی است که بر روی رسانه ضبط اسپری می شود و همچنین به سرعت نسبی نوار در هد نوار مربوط می شود.